# Quercus sarahmariae
Quercus sarahmariae (дуб Сари-Марії) — вид рослин з родини букових (Fagaceae).

## Біоморфологічна характеристика
Це дерево до 45 метрів заввишки і більше. Гілочки темно-пурпурувато-чорні, голі; сочевички білі, від непомітних до помітних. Листки 6–22 × 2.5–8.5 см, від еліптичних до вузько еліптичних, у 2–4 рази більші в довжину ніж ушир; верхівка загострена зі щетиною 1–2 мм завдовжки; основа клиноподібна; край плоский або звивистий, цілісний, але, як правило, на кількох листках є 1–5 трикутних зубців у верхівці 1/4, якщо вони є, вони мають щетину чи ні; верхня поверхня тьмяно-зелена, гола, з плоскими жилками; нижня поверхня зелено-бронзова, майже гола або запушена вздовж жил, особливо біля основи листка; ніжка листка 7–22 мм завдовжки, темна при основі, майже безволоса або з кількома волосками. Жолудь однорічний, 2.1–3.6 × 2.3–2.5 см завдовжки, від коричневого до темно-червонувато-коричневого, циліндричний, рідко кулястий або округлий, округлий на кінчику, основа широка і плоска; чашечка заввишки 6–10 мм, ушир 24–28 мм, блюдцеподібна.

## Проживання, загрози
Ендемік Коста-Рики. Вид трапляється у вологих гірських і хмарних лісах на висотах 700–1900 метрів.
Доступної інформації щодо загроз виду мало.

## Назва
Q. sarahmariae названо на честь дочки автора, Сари Марії Ніксон (англ. Sarah Maria Nixon), яка супроводжувала його у кількох колекційних поїздках як для Quercus, так і для інших цікавих рослин.